# Coniocompsa indica
Coniocompsa indica is een insect uit de familie van de dwerggaasvliegen (Coniopterygidae), die tot de orde netvleugeligen (Neuroptera) behoort. 
De wetenschappelijke naam Coniocompsa indica is voor het eerst geldig gepubliceerd door Withycombe in 1925.